# Can Roca (Vilanova de Sau)
Can Roca és una masia del municipi de Vilanova de Sau a la comarca d'Osona. Forma part de l'Inventari del Patrimoni Arquitectònic Català.

## Descripció
Masia que consta de dos cossos adossats, coberts a dues vessants i amb el carener orientat de nord a sud. La façana és orientada a migdia, a l'angle sud-est s'hi adossa el segon cos, que abraça part de la façana i part del mur de ponent. La façana presenta un portal rectangular amb una gran llinda de pedra i finestres al pis, el cos adossat té un gran finestral amb llinda de fusta així com un altre portal a ponent; a ponent només s'obre una finestra. A la part de tramuntana hi ha unes finestretes emmarcades per quatre carreus, alguna es troba parcialment tapiada per les noves construccions. És construïda amb pedra del país unida amb morter de calç, les obertures i escaires són de pedra picada vermellosa, hi ha afegitons de pòrtland, malgrat tot la restauració és força bona.
Una llinda de la finestra de la façana presenta una inscripció gairebé indesxifrable:
S R E T I T I
_DA PER JUAN
_ _ TI AN 1556

### Pou
Antic coll de pou situat a la part de migdia del mas la Roca, situat sobre el sòl cobert de pòrtland, només decoratiu.
És de base quadrada i està format per setze grossos carreus de pedra. Els que formen el paral·lelepípede són ben escairats mentre que els de la part superior presenten una forma arrodonida als angles, i dos de llargada considerable. A sobre s'assenten ferros de l'antic estructura superior.
És construït amb gres de gra fi i de color blavós. L'estat de conservació és bo. Les pedres de la part superior estan desgastades pel fregadís de les cadenes.

## Història
Dins la propietat de Can Roca hi ha les runes de dues antigues masies conegudes per Can Solita i Can Tofoner. Forma part de la demarcació de la desapareguda parròquia de Sant Romà de Sau, que comptava amb 16 famílies al segle xvi i al segle xix tenia una cinquantena de cases, el mas data d'aquest període de creixement demogràfic, qui sap si fou al segle xix com indica la llinda de la finestra.
El pou presenta la data de 1673, que indica el moment de construcció. Segons han informat els habitants de la casa, el coll de pou procedeix del mas del pla de Montdois.